# 日韓学生フォーラム
日韓学生フォーラム（英: Japan-Korea Student Forum）は1986年に日米学生会議参加学生有志がソウル大国際学生協会に働きかけて始まった、国際討論・交流プログラム。
日韓両国韓国・在日に関心のある学生からグローバル問題や日韓以外の関心を持つ学生まで、幅広い学生が集まり、約2週間の共同生活を通して、特定分野の知識を深めつつも、単なる学術研究発表ではなく、自分の生き方・世界観までが揺さぶられるグローバルな視点から議論により、国際感覚を磨き、日韓関係だけではなく、国際化が進む社会の中で、会議の参加者が長期的に社会的に貢献すること、社会的に還元することを目的としている。

## 歴史
1986年3月、日米学生会議の参加者の有志が韓国国際学生協会に働きかけソウルにて実現した討論会に端を発する。

## 公式ホームページ
- 日韓学生フォーラム公式ホームページ
- 第30期日韓学生フォーラム Facebookページ